# إراستوس وينتورث
إراستوس وينتورث (بالإنجليزية: Erastus Wentworth)‏ هو كاهن أمريكي، ولد في 5 أغسطس 1813 في ستونينغتون في الولايات المتحدة، وتوفي في 26 مايو 1886 في هادسون فالس في الولايات المتحدة.